# 194 mm/50 Model 1902
194 mm/50 Model 1902 — 194-миллиметровое корабельное артиллерийское орудие, разработанное и производившееся в Франции. Состояло на вооружении ВМС Франции. Ими были вооружены броненосцы типа «Демократи», а также броненосные крейсера «Жюль Мишле» и «Эрнест Ренан».